# Пхаяу (провинция)
Пхаяу (тайск. พะเยา) — северная провинция Таиланда, расположенная в 619 км от Бангкока.
Провинция Пхаяу, как и весь северный Таиланд, в значительной степени отличается от остальной территории королевства, так как в этой местности и зародилась тайская культура.

## Климат
Климат тропический, муссонный.
| Показатель                    | Янв. | Фев. | Март | Апр. | Май | Июнь | Июль | Авг. | Сен. | Окт. | Нояб. | Дек. | Год   |
| ----------------------------- | ---- | ---- | ---- | ---- | --- | ---- | ---- | ---- | ---- | ---- | ----- | ---- | ----- |
| Средний суточный максимум, °C | 29   | 32   | 35   | 36   | 33  | 31   | 31   | 31   | 31   | 30   | 29    | 27   | 31,3  |
| Средний суточный минимум, °C  | 14   | 16   | 20   | 23   | 24  | 24   | 24   | 24   | 23   | 22   | 19    | 13   | 20,5  |
| Норма осадков, мм             | 3    | 6    | 12   | 105  | 179 | 99   | 137  | 164  | 190  | 117  | 59    | 4    | 1,075 |

## История
Пхаяу был основан в 1096 году.
На территории провинции проживает большое количество древних племён, сохранивших самобытный образ жизни. По сей день, они живут на склонах гор, поросших непроходимыми джунглями. В некоторые населённые пункты невозможно добраться даже на машине. Каждое из племён обладает уникальными чертами, языком и религиозными особенностями.

## Административное деление

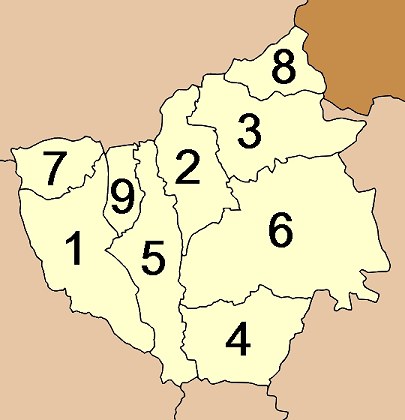
Административное деление провинции Пхаяу

Общая площадь провинции Пхаяу 6335,1 км². и административно делится на 9 районов (ампхое):
1. Мыангпхаяу (Mueang Phayao)
2. Чун (Chun)
3. Чиангкхам (Chiang Kham)
4. Чиангмуан (Chiang Muan)
5. Доккхамтай (Dok Khamtai)
6. Понг (Pong)
7. Мэчай (Mae Chai)
8. Пхусанг (Phu Sang)
9. Пхукамяу (Phu Kamyao)